# Myrina silenus
The Common Fig-tree Blue (Myrina silenus) là một loài bướm ngày thuộc họ Bướm xanh. Nó được tìm thấy ở sub-Saharan Africa, miền nam Arabia và miền bắc Oman.
Sải cánh dài 26.5–34 mm đối với con đực và 33–41 mm đối với con cái. Adults are on quanh năm with peaks từ tháng 9 đến tháng 10 và từ tháng 4 đến tháng 6 in miền nam part of the range.
Ấu trùng ăn Ficus species, bao gồm Ficus capensis, Ficus stipulate, Ficus cordata, Ficus sur, Ficus pumila và Ficus ingens.

## Phụ loài
- Myrina silenus silenus (Sudan, Uganda, Zaire, Angola, Sierra Leone, Guinea)
- Myrina silenus nzoiae d'Abrera, 1980 (miền tây Kenya to Ethiopia, Eritrea)
- Myrina silenus ficedula (Trimen, 1879) (miền đông Kenya, Tanzania, Malawi, Zambia, Zimbabwe, Botswana, Mozambique, South Africa (but not the West Cape))
- Myrina silenus deserticola Stempffer, 1969 (South West Africa (Okahandja))
- Myrina silenus penningtoni Dickson & Stephen, 1971 (Namaqualand, South West Africa)
- Myrina silenus suzannae Larsen & Plowes, 1991

## Hình ảnh

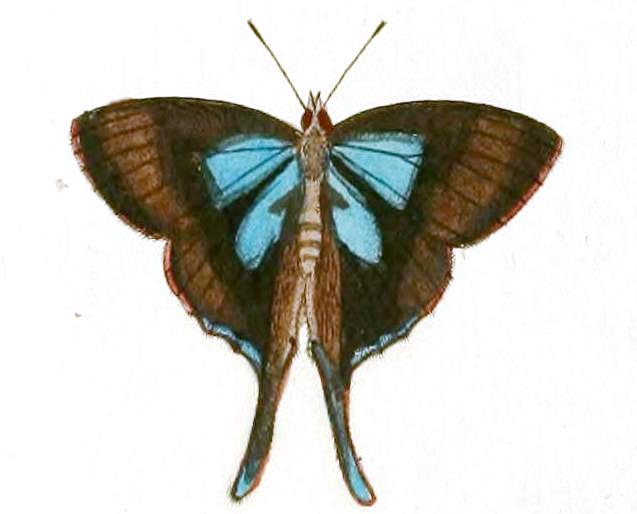
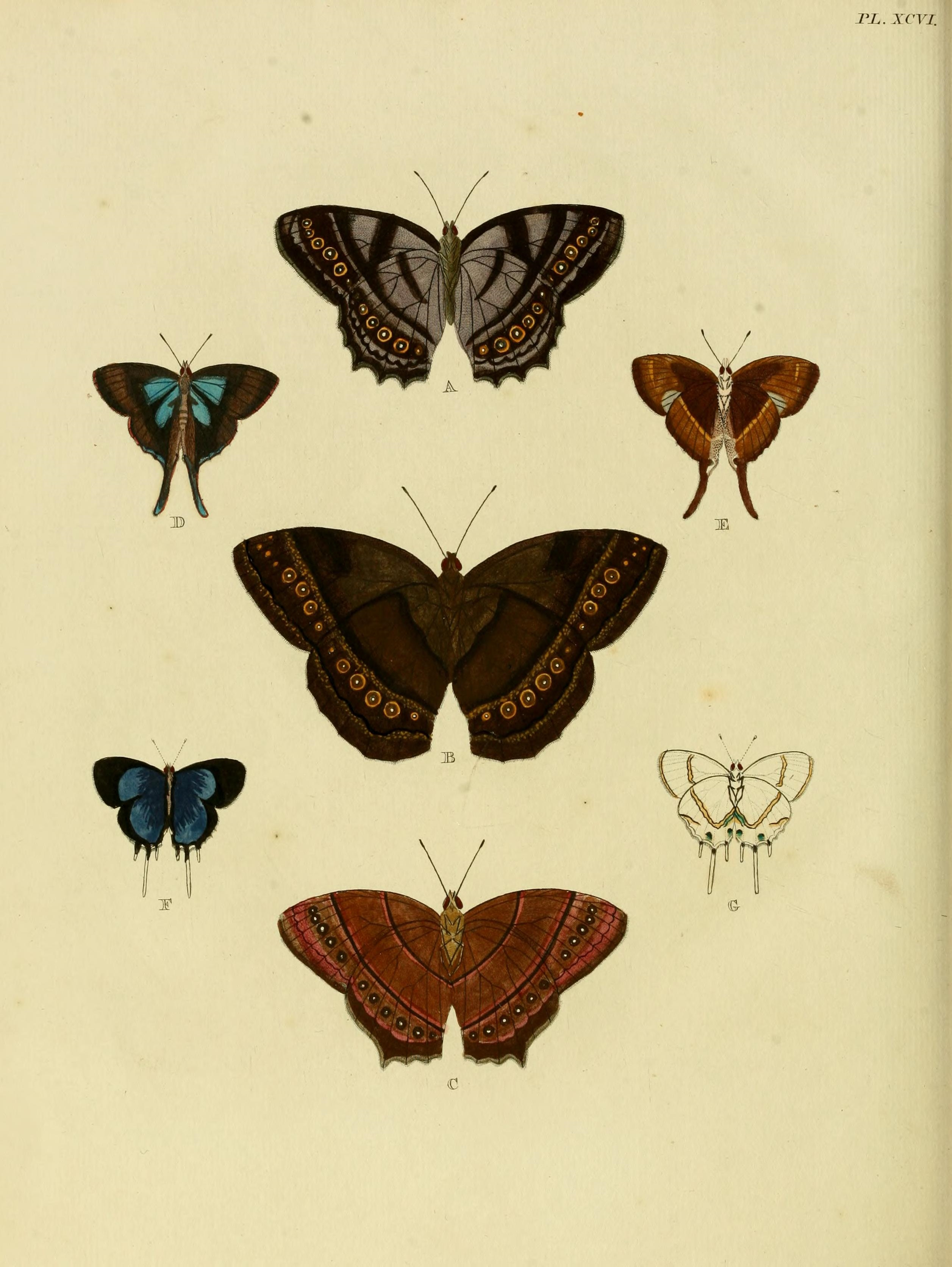
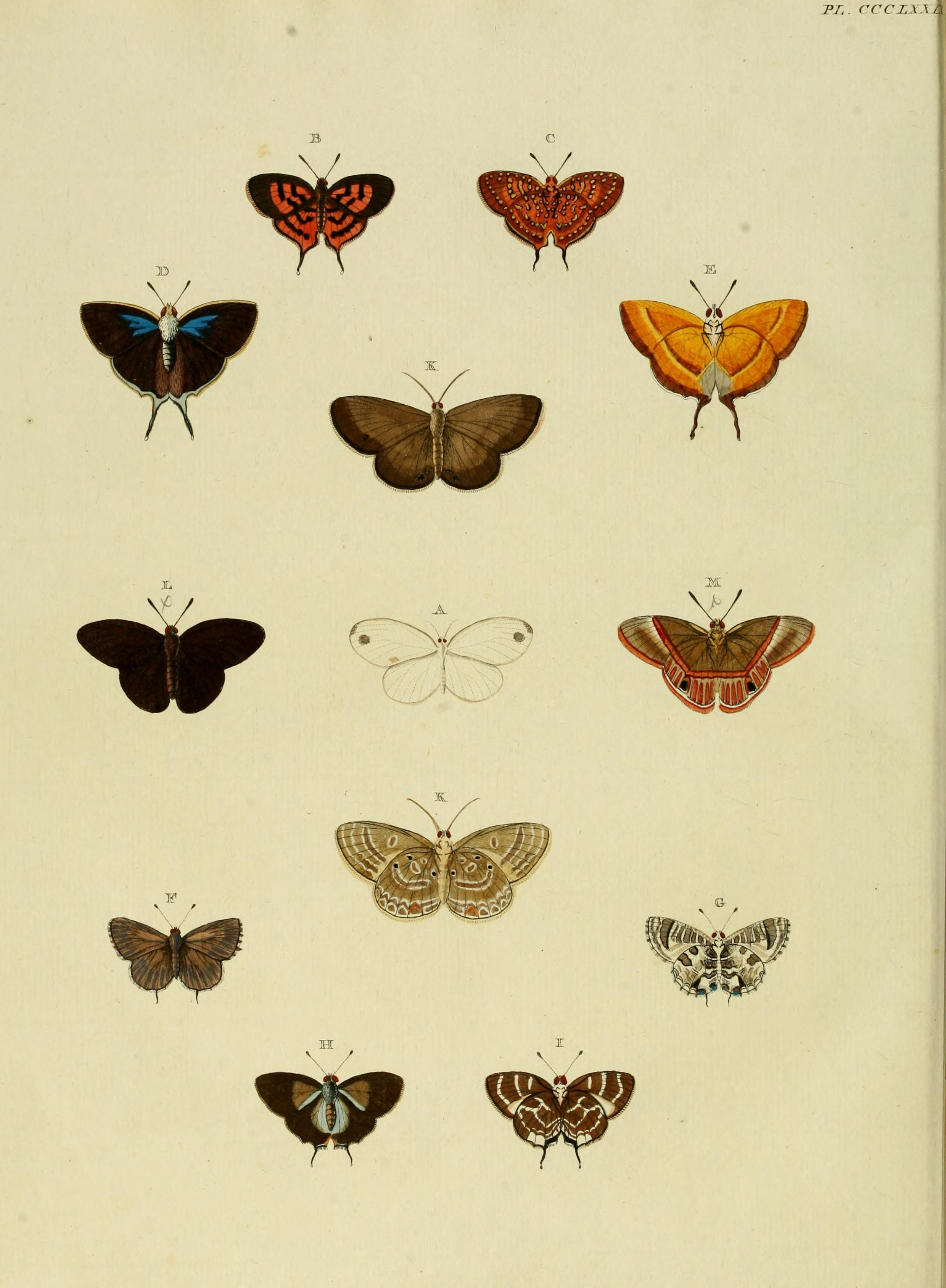
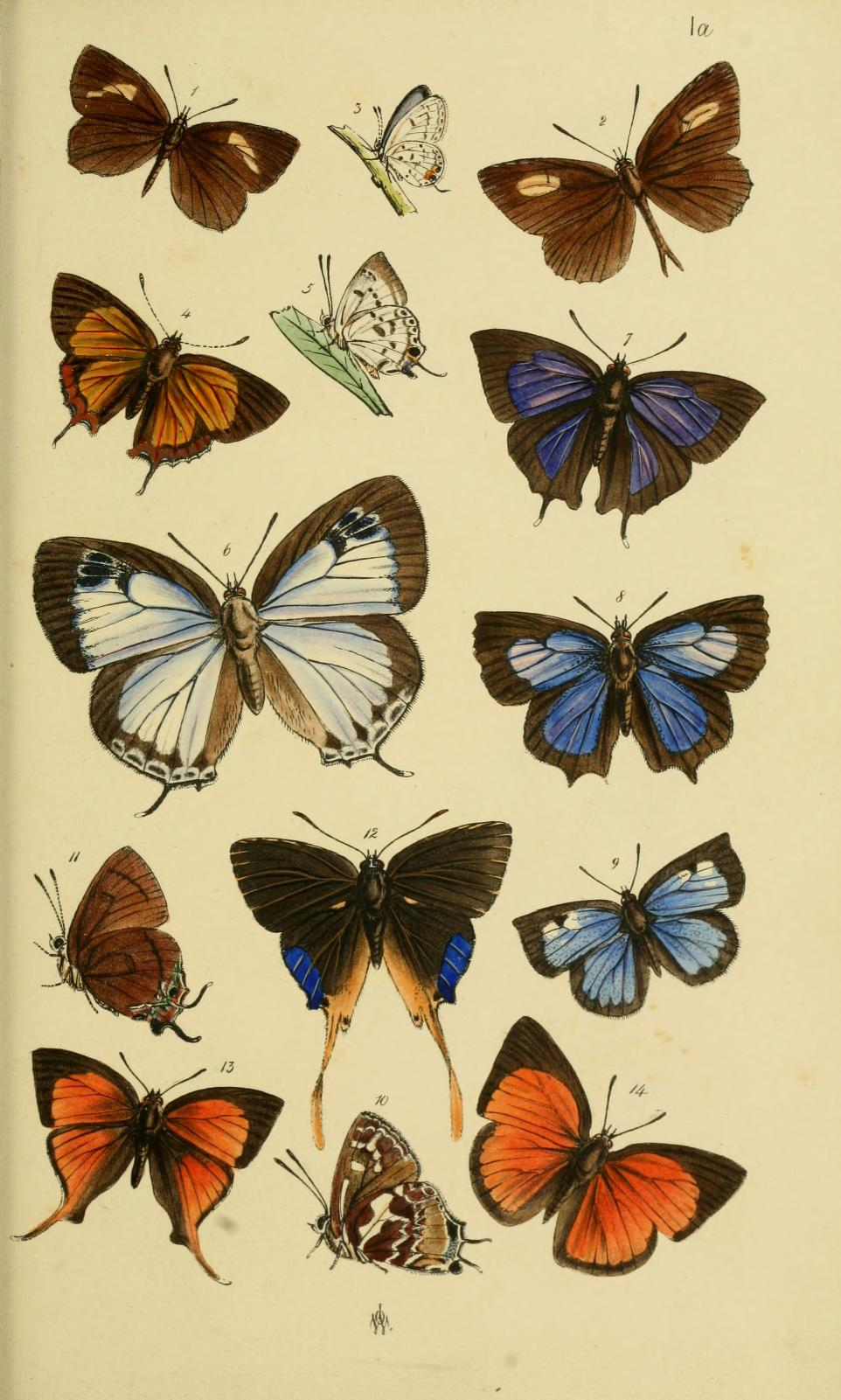